# Dudescu, Brăila
Dudescu este un sat în comuna Zăvoaia din județul Brăila, Muntenia, România.

## Așezare și limite
Situat la 60 km sud-vest de orașul Brăila, satul Dudescu este așezat pe locșes, în apropierea râului Călmățui pe malul drept al acestuia la 1,5 km distanță, întinzându-se pe platoul dinspre sud.
Satul Dudescu face parte din comuna Zăvoaia și este învecinat la nord cu teritoriul satului Batogu, la nord-est cu teritoriul satului Cireșu, la est cu teritoriul satului Scărlătești, la sud cu teritoriul satul Dudești, la vest cu teritoriul satului Zăvoaia.
De la N-E la S-V localitatea este străbătută de drumul județean 203E (Zăvoaia–Dudescu–Scărlătești). Drumul județean 203E pornește din localitatea Însurăței și se îndreaptă spre Făurei. Din sudul localității se formează drumul județean 211, prin care se face legătura cu satul Dudești aflat la 6 km spre sud. În N-V, un drum neasfaltat face legătura cu satul Batogu aflat la aproximativ 3 km spre nord.
Extinderea în timp a satului s-a făcut mai mult înspre sud-vest. Nucleul satului, numit de bătrâni „Satul vechi", se întinde de la intrarea în sat dinspre satul Zăvoaia spre sud până la intersectarea drumurilor județene mai sus amintite.
De la ramificația șoselei spre vest, se întinde partea nouă a satului, așa-zisul „Sat nou” sau „Munteni”, înființat începând cu anul 1924, când au fost împroprietăriți cu locuri de casă familii provenite din zonă montană care nu-și întocmiseră până atunci gospodării personale din lipsa terenurilor disponibile.
Cele două părți de sat alcătuiesc astăzi o unitate închegată, însă locuitorii fac deosebirile dintre ele. În centrul actual al satului sunt așezate instituțiile principale: școala generală, grădinița de copii, căminul cultural și poșta. Toate aceste instituții au sedii proprii.

## Relieful și solurile
Localitatea Dudescu se situează în câmpul Zăvoaia și se învecinează din punct de vedere al reliefului cu lunca Călmățuiului.
Câmpul Zăvoaia ocupă partea de nord a Bărăganului Central, de lângă Călmățui; are o altitudine medie de 53 m, ridicându-se cu 17 m deasupra luncii Călmățuiului; la suprafață prezintă dune alungite pe direcția NE-SV.
Lunca Călmățuiului reprezintă de fapt un vechi curs al Buzăului, după părerea mai multor cercetători. În raport cu bazinul hidrografic (820 km²), cu lungimea (145 km) și cu debitul mediu multianual la vărsare (1,4 m³), lunca prin care curge Călmățuiul și formele fluviatile de eroziune și acumulare sunt prea mari. 
Lunca extrem de dezvoltată prin care curge Călmățuiul nu este opera lui, ci a altui râu, cu o capacitate de eroziune, transport și aluvionare mult mai puternică. Dealtfel, din dreptul localității Gălbinași, lunca Buzăului este comună cu cea a Călmățuiului, prezentând numeroase brațe părăsite.
Pe teritoriu comunei Zăvoaia se întâlnește cernoziomul levigat nisipos cu pânza freatică variabilă între 5–10 m. Are o textură luto-nisipoasă pe cca 60% din suprafața comunei (Zona sudică a comunei) și luto-argiloasă pe cca 40 %, în partea nordică a comunei, pe malul drept al Călmățuiului. Aici se găsesc solonceacuri cu o salinizare de lungă durată, fapt ce a dus la acumularea unui procent ridicat de săruri (1–1,5%). Fertilitatea naturală a acestor terenuri este scăzută, cu o reacție alcalină datorită concentrației puternice de săruri specifice luncii Călmățuiului (cloruri, sulfați, carbonați).

## Vegetația și fauna
Vulpile au răspândire uniformă, judecând după vizuinile lor și după locurile unde au fost vânate.
În preajma pădurii dintre satele Zăvoaia și Dudescu au fost văzute cârduri mici de căprioare. În pădure s-a amenajat în două locuri hrănitoare și sărărie pentru căprioare.
Dintre animalele de apă de interes cinegetic, bizamii sunt cei mai numeroși. Tot pe cale de dispariție este și viezurele. Vizuini de viezuri sunt în pădurea de la Dudescu.
Păsările sunt mai bine reprezentate prin cele de apă și de pădure. Deși s-au împuținat, există totuși un număr apreciabil de păsări sedentare sau migratoare ca : diferite specii de rațe, gâște mari, gârlițe, stârci, pescăruși, nagâți, becațini, sitari, cufundaci, lișițe, țigănuși. Lebede au fost un timp pe suprafața lacului Balaban. În stepă și chiar în localități trăiește un număr mare de grauri. În cârduri mari ei atacă viile, cireșii și alte plante de cultură. O mare parte dintre ei migrează toamna. Cioara neagră și-a mărit considerabil numărul. În număr relativ restrâns se întâlnesc prepelițe, turturele, potârnichi, dumbrăvenci, prigorii etc., iar dintre răpitoare uliul porumbac, șorecarul încălțat, cucuveaua, vulturul pescar. Fazanii colonizați în păduri s-au înmulțit rapid.
Ihtiofauna este reprezentată prin peștii autohtoni, astfel: caras, crap, babușcă, obleț, biban, plătică, văduviță, știucă, ghiborț, avat.

## Istorie

### Din cele mai vechi timpuri
La distanța de 200 m spre sud de clădirea S.M.T. Dudescu s-au descoperit trei morminte de incinerație geto-dace. Acestea au fost găsite la adâncimea de 1,40 m în șanțul săpat pentru îngroparea unor conducte de irigat. Șanțul era orientat pe direcția E—V, iar clădirile se află spre nord. În luna februarie 1979 a fost descoperit primul mormânt care consta dintr-o amforă grecească de mari dimensiuni (Î=71cm) transformată în urnă funerară.
Amfora era culcată pe o latură cu gura îndreptată spre est, fundul la vest și conținea cenușă și oase cremate, care au fost împrăștiate după descoperire. Amfora este modelată din pastă fină gălbuie-cărămizie, cu angobă gălbuie. Are ștampile dreptunghiulare (L=2,5cm, l=1,4cm) pe toarte, prost imprimat și prost lizibile. Piese similare s-au descoperit la Pietroiul. Nicolae Harțuche apreciază că „din punct de vedere al formei, este probabil de tipul Sinope” , în timp ce Valeriu Sîrbu consideră că „după pastă și formă provine din Rhodos”.
Urme de cenușă se aflau și în jurul amforei, aici s-a mai descoperit o fusaiolă de lut în formă de rondelă. La distanța de 2 m mai spre vest (de primul mormânt) s-a descoperit o a doua groapă, cu contur rotunjit, în care se aflau bucăți de chirpic (probabil de la rug, deoarece acestea conțineau și oase cremate) și cenușă.
În același an tot în această zonă, săpându-se un alt șanț, s-au mai descoperit două vase de factură grecească, care probabil constituie inventarul funerar al unui al treilea mormânt. Cele două vase sunt modelate din pastă foarte fină de culoare gălbuie și cărămizie. Unul are forma de askos, cu corp elipsoidal (în formă de ploscă), cu gât scurt, gura în formă de pâlnie. 
Toartele sunt scurte, ovale în secțiune și au o canelură longitudinală. Pe partea superioară păstrează urmele unor cercuri concentrice executate cu vopsea castanie. Vasul are analogii la Chirnogi și Mahmudia. Cel de al doilea vas are forma de urcior, cu gât scurt, gura trompetiformă. Era prevăzut cu toartă bandată prinsă sub buză și pe umăr. Partea superioară era acoperită cu firnis negru. Piese similare ale acestuia s-au găsit la Histria și Zimnicea și sunt datate în secolul III î.d.H. Săpătură este fortuită. Mormintele aparțin culturii geto-dace, sec. IV-III î.d.H.. 
Pentru o perioadă de timp, nu se dispun de dovezi materiale ale continuității de locuire.

### Atestarea documentară
Locuitorii din sat nu pot preciza exact asupra momentului constituirii satului. În lucrarea sa de licență pe tema satelor din județul Brăila, Mîțu Marian consemna că, Întrebat despre originile satului Dudescu, săteanul Robitu Nicu i-a răspuns că numele de Dudescu provine de la o femeie care se numea Dudeasca.
În anul 1885, inginerul I. Râmniceanu, fiind însărcinat sa delimiteze hotarele moșiei Dudescu, i s-a pus la dispoziție de către Al. C. Niculescu, proprietarul moșiei, mai multe documente din care rezulta ca actuala comună Dudescu, înainte se numea Parceanil (în unele documente Puicenii); ca numele de ,,Dudescu’’ vine de la Neacșa Dudeasca, și, deci, datează de la anul 1687 încoace când acest sat trece în stăpânirea familiei Dudeștilor. Așadar, numele satului poate proveni și de la cel al căpitanului Dudescu și, drept răsplata pentru serviciile pe care le-a adus țării, satul poarta acest nume. Referitor la vechimea satului, documentele istorice spun că poate fi atestat dinainte de anul 1687, în vremea domniei lui Șerban Voievod . Nu s-a putut admite, ca satul Parceanii să fi dispărut prin mutarea locuitorilor la alte sate și chiar în Dudescu de astăzi, deoarece în documente nu se spune ca au fost și alte sate în cuprinsul acestei moșii și nici azi nu este alt sat pe aceasta moșie decât Dudescu.
Totuși Robitu Nicu, nu cunoaște să fi auzit că satul ar fi avut altă denumire înainte de Dudescu, cum au avut cele din zonă: Zăvoaia din Slujitorii Albotești, Cireșu din Bălegoși.

### Înainte de Marea Unire
La 1834, octombrie, 9 se înregistrează o jalbă către domn semnată de săteni din Zăvoaele, Stanca, Dudescu și Lacurezii.
În 1834 locuitorii acestui sat se ocupau cu creșterea animalelor, cultura plantelor, pescuitul, stupăritul – după cum aflăm din jalba țăranilor către domn. Cum anume se practicau acestea s-a putut reconstitui pe baza izvoarelor etnografice care demonstrează caracterul ocupațional pastoral-agrar și agro-pastoral.
S-au practicat în secolul al XIX-lea și începutul secolului al XX-lea procedee cunoscute, în general, pentru practica cultivării pământului la români:
- arăturile împrejur și la cormană;
- grăpatul și tăvălugitul pământului;
- însămânțatul „pe piele”, însămânțatul „cu ușa”, însămânțatul prin împrăștiere la vânt, însămânțatul „cu călcâiul”, iar la sfârșitul secolului al XIX-lea și începutul secolului al XX-lea se introduce semănătoarea simplă așezată pe roata plugului;
- întreținerea culturilor și recoltatul nu cunosc alte procedee deosebite decât cele practicate de poporul român, nominalizând aici treieratul în leasă cu îmblăciul pentru porumb, treieratul în arie pentru păioase și leguminoase,[14] vânturatul cu lopata și primiteaua și depozitatul produselor agricole în „lose” pentru porumb (porumbare, hambare), gropi de bucate sau în podul locuințelor; s-au practicat rotația culturilor și îngrășarea naturală prin „târlire” sau prin „pârloagă”; uneori, păioasele erau arse după recoltat iar cenușa împrăștiată pe suprafețele agricole.[15]

Creșterea animalelor s-a făcut prin asociații obștești (târle) sau prin creșterea individuală, în gospodării.
În 1865, prin aplicarea Legii rurale au fost împroprietăriți clăcașii, care, conform legii, au fost împărțiți în categoriile stabilite: fruntași, mijlocași și pălmași. Conform procedurii, din comisia de împroprietărire făcea parte și delegatul moșierului.
Suprafața acordată în conformitate cu Legea rurală va deveni treptat insuficientă, ea micșorându-se prin moșteniri, fapt ce va duce la o continuă înrăutățire a situației țăranilor. Și aceasta în condițiile în care suprafața comunei era la sfârșitul secolului al XIX-lea de 9000 ha din care numai cca. 660 ha proprietatea sătenilor, iar restul de 8340 ha fiind ale boierului Cavadia.

### Dudescu în perioada 1918-1944
Reforma agrară din 1921, prin importantele ei consecințe asupra situației generale a țărănimii și asupra marii proprietăți, a marcat un moment de cotitură în dezvoltarea României interbelice. A creat relații noi, ce au contribuit la progresul agriculturii și a economiei naționale în general.
Organele de expropriere și împroprietărire au avut un rol important în înfăptuirea legislației agrare.
Exproprierea urmărea trei obiective: să dea țăranului pământ de arătură, să dea pășune pentru vite, să facă școli de agricultură, ferme model, prin care țăranii să învețe cum să-și organizeze gospodăriile.
Se expropriau moșiile a căror suprafață trecea de 100 ha. Un număr mare de documente se referă la împroprietărire, care a fost o acțiune poate chiar mai complexă decât exproprierea.
Legile agrare stabileau pentru vechiul regat următoarele categorii de împroprietărire: mobilizații din 1916-1918, mobilizații din campania 1913, văduvele de război, agricultori lipsiți de pământ sau proprietari cu terenuri mai mici de cinci hectare, orfani de război.
Din procesul verbal încheiat la 30 august 1931 aflăm că din cele 4816,39 ha ale moșiei Cavadia au fost expropriate, pentru colonizare, 2027,4 ha repartizate în felul următor: 1818,5 ha la împroprietăriți, 627,99 ha pășune comunală, 125 ha rezerve de interes obștesc, 125 ha vatră comunală, 92,549 ha improductiv, drumuri, șanțuri.
Hotarele dintre moșii erau reprezentate de prezența unor cruci de piatră dispuse la distanțe inegale unele de altele. Pe teritoriul satului Dudescu acestea se pot vedea la intrare în sat dinspre Zăvoaia pe tumulul Baracu[nefuncțională]
, la colțul pădurii de la Dudescu, la ieșire din sat către satul Scărlătești și pe un câmp situat între cimitirul satului și tumulul mai sus menționat. 
În această perioadă cea mai importantă cultură era cea a porumbului și apoi cea a grâului.
Sub aspectul tehnicii, efectivul și starea echipamentului agricol din gospodăria țărănească au continuat să fie rudimentare și insuficiente. Principalele unelte agricole au rămas mai departe plugul, rarița, sapa, secera, coasa, etc. care în lipsa unor metode agro-tehnice nu asigurau recolte necesare unui trai îmbelșugat.
Grâul se cosea cu coasa, se strângea în claie de paie, se încărca în căruțe și apoi se ducea la „ceată”. Ajunși la ceată, aceste claie se descărcau cu furcile și se introduceau în batoze care separau boabele din grâu de spice. Acestea din urmă se foloseau iarna pentru încălzire, dar și la fiertul mâncării.
Hrana nu era prea diversificată și nici vasele din care se mânca. Membrii unei familii mâncau cu toții, cu lingură de lemn, dintr-o strachină mare, în care se punea lapte și mămăligă. Se mai prăjea carne de porc într-o tigaie și apoi se punea la mijlocul unei mese înconjurată de 3 mămăligi.
Principalele animale din gospodărie erau caii, boii și vacile. Boii erau principalele animale folosite la plug. Țăranii se ajutau unii pe alții și lucrau în mici echipe în funcție de unelte și animale de lucru. Cei care erau mai săraci și nu aveau pământ se ocupau cu păzitul vacilor. Majoritatea sătenilor aveau animale pentru arat.
Cei care se ocupau cu păzitul semănăturilor se numeau jitari. Plata pentru acești jitari era reprezentată de un coș de porumb la o căruță de porumb, iar în cazul culturilor de orz și grâu o claie din capătul locului. De obicei, proprietarul terenului, făcea o claie mai mică pentru plata jitarului. Acesta trecea cu o căruță la sfârșit de vară și le strângea din capătul locurilor.
Chiar dacă țăranii aveau pământ, aceștia tot lucrau la boier, iar produsul final se dijmuia. De această dijmă nu se ocupa direct boierul ci administratorul moșiei. Acesta alegea una din cele două grămezi de porumb mari pe care le făcea țăranul. Țăranul trebuia să le facă egale, în caz contrar administratorul o alegea pe cea mai mare.